# The Tree in a Test Tube
The Tree in a Test Tube är en amerikansk kortfilm från 1942 producerad av USA:s jordbruksdepartement.

## Handling
I första halvan av filmen ska komikerduon Helan och Halvan visa tittarna hur många saker vi använder dagligen som är gjort av trä, exempelvis kläder och plastartiklar.

## Om filmen
Filmen är den andra färgfilm som Helan och Halvan medverkade i. Den första var Zigenarkärlek från 1930.
Filmen spelades in under en lunchrast av duons film Kanaljer i knipa.
Filmen finns utgiven på DVD och Blu-ray.

## Rollista
- Stan Laurel – Stan (Halvan)
- Oliver Hardy – Ollie (Helan)
- Pete Smith – speaker för Helan och Halvan-sekvensen
- Lee Vickers – speaker för andra halvan av filmen